# Figli di papà
Figli di papà è un singolo del rapper italiano Sfera Ebbasta pubblicato il 1º settembre 2016 come secondo estratto dal secondo album in studio Sfera Ebbasta.

## Descrizione
Si tratta di un brano trap caratterizzato da influenze afro-reggaeton nel ritornello. Nel testo il rapper parla della sua fatica per raggiungere il successo e delle difficoltà che ha avuto durante la sua adolescenza, attaccando i cosiddetti "figli di papà".

## Video musicale
Il videoclip, diretto dagli YouNuts! e girato a Slab City (California), è stato pubblicato il 1º settembre 2016 attraverso il canale YouTube del rapper.

## Classifiche
| Classifica (2016) | Posizione massima |
| ----------------- | ----------------- |
| Italia            | 27                |